# 2925 Beatty
A 2925 Beatty (ideiglenes jelöléssel 1978 VC5) a Naprendszer kisbolygóövében található aszteroida. Eleanor F. Helin és Schelte J. Bus fedezte fel 1978. november 7-én.